# Robert Dornhelm
Robert Dornhelm (n. 17 decembrie 1947, Timișoara) este un regizor austriac.
În 1961 a emigrat cu familia sa în Austria. Între anii 1965 și 1967 a studiat la Academia de Film din Viena.
Filmul său de debut este The Children of Theatre Street din 1977, pentru care a fost nominalizat la Oscar la categoria Film Documentar în anul 1978.
A regizat Spartacus, miniserial TV din 2004.

## Filmografie
- The Children of Theatre Street (1977)
- Echo Park (1986)
- Cold Feet (1989)
- Requiem for Dominic (1991)
- Fatal Deception: Mrs. Lee Harvey Oswald (1993)
- Ultimul atentat (1997)
- Der Unfisch (1997)
- The Venice Project (1999)
- Păcatele unui tată (2002)
- RFK (2002)
- Povestea lui Rudy Giuliani (2003)
- Spartacus (2004)
- Nebunie suburbană (2004)
- Prințul moștenitor Rudolf (2006)
- Cele zece porunci (2006)
- Război și pace (2007)
- Amanda Knox, un caz controversat (2011)
- Das Sacher (2016)
- Maria Tereza (2017)
- Misterele Vienei (2019)